# Аветисян, Левон Ашотович
Левон Ашотович Аветисян (1 июля 1978, Армения) — общественный деятель, Президент совета профессионального бокса Армении, многократный чемпион Армении по боксу, победитель международных турниров по боксу, мастер спорта Республики Армении, полковник юстиции, начальник Государственной службы пробации Министерства Юстиции РА, начальник отдела альтернативных наказаний УИС МЮ РА, начальник отдела специального назначения УИС МЮ РА.

## Биография
Левон Аветисян родился 1 июля 1978 года в Ереване в семье армянского боксера, чемпиона СССР, мастера спорта международного класса СССР, заслуженного тренера РА Ашота Аветисяна. В 1994 году окончил среднюю школу №182. В 1999 году окончил исторический факультет Ереванского государственного Университета и был призван на срочную службу в Вооруженные силы РА[источник?].
В 1992, 1993, 1995—1997 годах он был чемпионом Армении по боксу, чемпионом 26-х Панармянских игр, проходивших в Тегеране, в 1996 году стал обладателем Кубка Армении, был победителем и призером многих международные турниров. Его неоднократно признавали лучшим боксёром чемпионатов Армении.
В 1997—1999 годах работал в службе Спецконтроля международного аэропорта «Звартноц» инспектором, затем старшим инспектором.
В 2001—2002 годах работал в ЗАО «Армения Лада» заместителем генерального директора.
В 2002 году поступил на работу в уголовно-исполнительное управление Министерства юстиции РА на должность главного специалиста, позже стал заместителем начальника отдела, затем начальником отдела.
В 2005—2008 годах занимал должность начальника отдела Кентрон и Норк-Мараш альтернативных наказаний, одновременно продолжая образование на юридическом факультете Университета имени М. Маштоца.
В 2008—2011 годах занимал должность заместителя начальника, а с 2011 по сентябрь 2016 года — начальника отдела альтернативных наказаний уголовно-исполнительной службы МЮ Армении.
В 2014—2016 годах стал руководителем утвержденной правительством РА пилотной программы создания службы пробации.
В качестве сотрудника УИС МЮ РА проходил переквалификацию в Венгрии, Грузии, Ирландии и Хорватии. Неоднократно представлял службу УИС МЮ РА в Совете Европы.
С сентября 2016 года был назначен первым руководителем Государственной службы пробации МЮ РА, а с февраля по апрель 2017 года занимал должность заместителя начальника штаба УИС МЮ РА. С апреля 2017 года по октябрь 2019 года занимал должность начальника отдела специального назначения УИС МЮ РА.
В 2019—2020 годах был начальником отдела конвоирования УИС МЮ РА.
В 2020 году после выхода на пенсию  основал систему безопасности ООО «Thor Security».
12 апреля 2023 года единогласно был избран президентом Совета армянского профессионального бокса.
13 мая 2023 года на 75-й Ассамблее Европейского боксерского союза (ЕВU) Л. Аветисян  представлял Профессиональный боксерский совет Армении и получил статус полноправного члена Европейского боксерского союза (ЕВU)  .
Под его покровительством в Армении  впервые прошли турниры по профессиональному боксу, в ходе которых были разыграны пояса WBA INTERCONTINENTAL, WBC CISBB

## Награды
Нагрудные знаки уголовно-исполнительной службы:
За отличную службу;
За 10-летнюю безупречную службу;
За 15-летнюю отличную службу.
Спортивное звание:
Мастер спорта Республики Армении
Медали:
ВС РА Драстамат Канаян;
Вооруженные силы РА. 20 лет;
За укрепление сотрудничества полиции;
Золотая памятная медаль имени Фритьофа Нансена;
Юбилейная медаль «100-летие спортивного союза "Динамо"».
Он также был награжден многими ведомственными и другими общественными организациями.

## Внешние ссылки
- Спорт недели. Левон Аветисян
- https: //www.boxebu.com/affiliated-federations/
- ОТДЕЛ APBC:
- Представитель Минюста перечислил ряд проблем
- Совет профессионального бокса Армении участвует в генеральной ассамблее, посвященной 75-летию Европейского боксерского союза на Мальте.
- Левон Аветисян, председатель Совета профессионального бокса
- Армянский совет профессионального бокса:
- арпробокссовет:
- Л. Аветисян. Надеемся, что суды будут больше доверять вновь созданной службе пробации (видео)
- «Очень легко написать закон, труднее его применить». Левон Аветисян
- Левон Аветисян. Мы начали сотрудничать с центрами занятости для помощи осужденным (видео)
- Есть вид наказания «ограничение свободы», за которым также ведется мониторинг.
- «Наблюдение с помощью электронных устройств — альтернатива задержанию»
- Министр юстиции находится в Лондоне с рабочим визитом
- Черные дни» для преступников. СИС задействовала тяжелую артиллерию. "время"
- Кто возглавит пенитенциарную службу?
- Служба пробации Армении
- От желания суда зависит, будет он работать в службе пробации или нет.
- Про 100-процентный рост, дешевые перелеты и приземления жизни